# Hulpverleningszone Meetjesland
De Hulpverleningszone Meetjesland is een van de 35 Belgische en een van de zes Oost-Vlaamse hulpverleningszones. De zone verzorgt vanuit 4 brandweerposten de brandweerzorg en een groot deel van de ambulancehulpverlening in het noordwesten van de provincie Oost-Vlaanderen in de streek het Meetjesland.

## Beschermingsgebied
Het beschermingsgebied van de Hulpverleningszone Meetjesland beslaat ongeveer 354 km² en omvat 5 gemeenten die gezamenlijk een bevolking van ongeveer 88.000 inwoners vertegenwoordigen. De Hulpverleningszone Meetjesland grenst tevens aan de Brandweerzone Centrum, Hulpverleningszone Midwest en Hulpverleningszone Zone 1 en aan Nederland. 
Sinds 1 januari 2019 zijn enkele gemeenten in de zone gefusioneerd. Hierdoor verdween Knesselare als zelfstandige gemeente uit de lijst (door de fusie met gemeente Aalter). Nevele fuseerde met Deinze en werd zo deel van Zone Centrum, net als Zomergem en Waarschoot, die samen met Lovendegem de gemeente Lievegem vormen. 
De onderstaande lijst geeft een overzicht van de 5 gemeenten en hun kenmerken:
| Gemeente      | Bevolkingsaantal (01/01/2024) | Oppervlakte (in km²) |
| ------------- | ----------------------------- | -------------------- |
| Aalter        | 29.787                        | 119,85               |
| Eeklo         | 22.401                        | 30,45                |
| Kaprijke      | 6.660                         | 33,71                |
| Maldegem      | 24.744                        | 95,63                |
| Sint-Laureins | 7.016                         | 74,54                |
| TOTAAL        | 90.608                        | 354,18               |

## Brandweerposten
De 5 meetjeslandse gemeenten worden bediend vanuit een netwerk van 4 brandweerposten. 
| Brandweerpost | Gemeente | Opmerking                      |
| ------------- | -------- | ------------------------------ |
| Aalter        | Aalter   |                                |
| Eeklo         | Eeklo    |                                |
| Kaprijke      | Kaprijke | Nieuwe kazerne geopend in 2021 |
| Maldegem      | Maldegem |                                |